# هينيغلوايس (أنغلزي)
هينيغلوايس (بالإنجليزية: Heneglwys)‏ هي قرية تقع في المملكة المتحدة في ويلز.